# Камбоджійський рієль
Камбоджійський рієль (фр. Riel) — національна валюта Камбоджі.
1 камбоджійський рієль = 10 кекам або 100 су.
Умовне позначення валюти — KHR. На території країни також можна розплачуватися доларами США і таїландськими батами.
У грошовому обігу країни перебувають купюри номіналом  100, 500, 1000, 2000, 5000, 10000, 20000, 50000 ріелів.Монети з обігу зникли.

## Опис
На багатьох банкнотах присутні зображення короля Нородома Сіанука та різних архітектурних об'єктів.
На лицьовій стороні нової купюри в 50 рієлів, розміром 130×60 мм, знаходиться зображення комплексу Ангкор-Ват. На зворотному боці — зображення греблі та мосту. Купюра захищена водяним знаком у вигляді тексту на місцевій мові, вертикально розташованого по ширині всієї банкноти. На банкноті немає захисної нитки. Основні кольори купюри: темно-коричневий, фіолетовий, оливковий.
5 грудня 2008 в Камбоджі була випущена банкнота 20000 ріелів. Переважно сіро-синьо-рожевих тонів, на лицьовій стороні купюри зображено портрет короля Камбоджі Нородома Сіамоні, на зворотному — храмовий комплекс Ангкор-Ват, чотири особи Бодхісаттви Авалокітешвари. Розмір банкноти — 155×72 мм.
На камбоджійських рієлях текст написаний кхмерською мовою, який доволі незвичний. До того ж, цифри у кхмерів відрізняються від арабських. Тим не менш, на зворотному боці купюр, в кутку, їх номінал вказаний арабськими цифрами та латинськими літерами. Однак в магазинах та інших місцях торгівлі ціни написані виключно місцевою мовою.

## Історія
Грошова одиниця Камбоджі до 1955 року — індокитайський піастр. 6 січня 1955 року в обіг випущено камбоджійський рієль (дорівнював 100 сенам), рівний піастру. У 1975 році в Камбоджі гроші були скасовані «червоними кхмерами». У 1978–1980 роках як засіб платежу використовувалися в'єтнамські, таїландські та інші іноземні гроші. У 1980 році національні гроші ріелі знову увійшли в обіг.

## Цікаві факти
- Під час правління в Камбоджі (на той час — Кампучія) червоних кхмерів гроші в країні були скасовані, фактичною валютою був рис
- Оскільки в Камбоджі у вільному обігу перебуває американський долар, то на ріель найкраще міняти у невеликих сумах і тільки при необхідності, тому що при виїзді з країни невитрачені ріелі вкрай важко обміняти на іншу валюту